# Kosmos 2475
Kosmos 2475, ruski navigacijski satelit (globalno pozicioniranje) iz programa Kosmos. Vrste je GLONASS-M (Glonass br. 743, Uragan M br. 743). 
Lansiran je 4. studenoga 2011. godine u 12:51 UT s kozmodroma Bajkonura (Tjuratama) u Kazahstanu. Lansiran je u srednje visoku orbitu oko planeta Zemlje raketom nosačem Proton-M/Briz-M. Orbita mu je 18912 km u perigeju i 19173 km u apogeju. Orbitna inklinacija mu je 64,77°. Spacetrackov kataloški broj je 37867. COSPARova oznaka je 2011-064-A. Zemlju obilazi u 672,26 minuta. Pri lansiranju bio je mase kg.
Još su dva satelita Glonassa poslana u ovoj misiji. 
Razgonski blok (međuorbitni tegljač) Briz-M br. 99523 i njegov torusni spremnik su se odvojili. Tegljače je ostao u srednje visokoj orbiti nekoliko stotina kilometara niže od satelita, a torusni spremnik je završio u spljoštenoj visokoj orbiti kružiti oko Zemlje.

## Vanjske poveznice
- Glonass  Arhivirana inačica izvorne stranice od 18. lipnja 2006. (Wayback Machine) (rus.)
- Glonass Constellation Status (engl.)
- N2YO.com Search Satellite Database (engl.)
- Celes Trak SATCAT Format Documentation (engl.)
- Kunstman  Arhivirana inačica izvorne stranice od 12. kolovoza 2019. (Wayback Machine) Satellites in Orbit (engl.)